# Пилот (област)
Пилот (црсл. Пилоть; лат. Polatum; алб. Pult, Pulti, Pulat, Pulati) је историјска област и древна жупа, која је од краја 12. вијека била у саставу средњовјековне Србије.
Налазила се на подручју између Скадра и планине Коритник, обухватајући поречје Великог Дрима, сјеверно од Арбанона. Крајем 10. или почетком 11. вијека, након византијског освајања Скадра, потпала је под надлежност теме Драч. Српски велики жупан Стефан Немања (1166—1196) освојио је Пилот током свог похода на југ око 1185. године, након заузимања Зете (Дукље).
Област се помиње у Хиландарској повељи  Стефана Немање, уз напомену да је Пилот заузет од Арбанаса. Била је то важна регија средњовјековне Србије, кроз коју је водила мрежа путева између Зете и Метохије. Руски дипломата и историчар Иван Јастребов (1839—1894) означио је Пилот дио области Дукађин.

## Црквено уређење
Пилотска жупа се налазила на простору на коме су се вјековима укрштали утицаји источног и западног хришћанства.
Током друге половине 10. вијека и прве половине 11. вијека, када је на ширем подручју око Скадра дошло до привремене обнове византијске власти, на простору Пилота је створена православна Пилотска епископија, која се налазила под јурисдикцијом Драчке митрополије.
Каснијим ширењем утицаја Римокатоличке цркве, православну Пилотску епископију замјенила је нова (римокатоличка) Пилотска бискупија, која се од 1199. године налазила у саставу Барске надбискупије.